# ウロイド
ウロイド (Uroid) とは、根足虫（アメーバ類）の後端部位のことを指す。
アメーバ類において、前端部などは仮足と呼ばれ進行方向を模索するが、仮足とは明らかに異なる後端部位のことをウロイドと呼ぶ。一言で言えば、しっぽを引きずったようなものであるが、その形状、性状はさまざまである。風船の結び目のようなもの、毛のようなもの、泡状のものなど。ウロイドの形状は種によって異なり、種同定の目安となる場合もある。ウロイドには老廃物が蓄積され、周期的に細胞から切り離される。